# Episodi di P/S - Pronto soccorso
| nº | Titolo originale                 | Prima TV USA      |
| -- | -------------------------------- | ----------------- |
| 1  | Pilot: Part 1                    | 16 settembre 1984 |
| 2  | Pilot: Part 2                    | 16 settembre 1984 |
| 3  | The Sister                       | 18 settembre 1984 |
| 4  | My Way                           | 25 settembre 1984 |
| 5  | Son of Sheinfeld                 | 2 ottobre 1984    |
| 6  | Save the Last Dance for Me       | 9 ottobre 1984    |
| 7  | Say It Ain't So                  | 16 ottobre 1984   |
| 8  | Growing Pains                    | 23 ottobre 1984   |
| 9  | All's Well That Ends             | 30 ottobre 1984   |
| 10 | Only a Nurse                     | 7 novembre 1984   |
| 11 | Sentimental Journey              | 14 novembre 1984  |
| 12 | Mr. Fix-It                       | 21 novembre 1984  |
| 13 | A Cold Night in Chicago          | 28 novembre 1984  |
| 14 | Both Sides Now                   | 12 dicembre 1984  |
| 15 | The Storm                        | 19 dicembre 1984  |
| 16 | Enter Romance                    | 26 dicembre 1984  |
| 17 | Brotherly Love                   | 16 gennaio 1985   |
| 18 | I Raise You                      | 23 gennaio 1985   |
| 19 | Merry Wives of Sheinfeld: Part 1 | 30 gennaio 1985   |
| 20 | Merry Wives of Sheinfeld: Part 2 | 6 febbraio 1985   |
| 21 | All Tied Up                      | 20 febbraio 1985  |
| 22 | A Change in Policy               | 27 febbraio 1985  |

## Pilot: Part 1
- Diretto da: Peter Bonerz
- Scritto da: Eve Brandstein, Bernie Orenstein, Saul Turteltaub

### Trama
- Altri interpreti: Sherman Hemsley: George Jefferson
- Diagnosi finale:

## Pilot: Part 2
- Diretto da: Peter Bonerz
- Scritto da: Bernie Orenstein, Saul Turteltaub

### Trama
- Altri interpreti: Sherman Hemsley: George Jefferson
- Diagnosi finale:

## The Sister
- Diretto da: Peter Bonerz
- Scritto da: Bernie Orenstein, Saul Turteltaub

### Trama
- Diagnosi finale:

## My Way
- Diretto da: Peter Bonerz
- Scritto da: Gary Gilbert

### Trama
- Diagnosi finale:

## Son of Sheinfeld
- Diretto da: Peter Bonerz
- Scritto da: Bernie Orenstein, Saul Turteltaub

### Trama
- Diagnosi finale:

## Save the Last Dance for Me
- Diretto da: Peter Bonerz
- Scritto da: J. Kahn

### Trama
- Diagnosi finale:

## Say It Ain't So
- Diretto da: Peter Bonerz
- Scritto da: Susan Borowitz, Richard Raskind

### Trama
- Altri interpreti: Warren Berlinger (Joe)
- Diagnosi finale:

## Growing Pains
- Diretto da: Peter Bonerz
- Scritto da: Gary Gilbert

### Trama
- Diagnosi finale:

## All's Well That Ends
- Diretto da: Peter Bonerz
- Scritto da: Milt Rosen

### Trama
- Diagnosi finale:

## Only a Nurse
- Diretto da: Peter Bonerz
- Scritto da: Kimberly Hill

### Trama
- Diagnosi finale:

## Sentimental Journey
- Diretto da: Peter Bonerz
- Scritto da: Mark Masuoka

### Trama
- Diagnosi finale:

## Mr. Fix-It
- Diretto da: Peter Bonerz
- Scritto da: Bernie Orenstein, Saul Turteltaub

### Trama
- Diagnosi finale:

## A Cold Night in Chicago
- Diretto da: Peter Bonerz
- Scritto da: Susan Borowitz, Richard Raskind

### Trama
- Diagnosi finale:

## Both Sides Now
- Diretto da: Peter Bonerz
- Scritto da: Eve Brandstein, J. Kahn

### Trama
- Diagnosi finale:

## The Storm
- Diretto da: Peter Bonerz
- Scritto da: Sherwood Kiraly

### Trama
- Diagnosi finale:

## Enter Romance
- Diretto da: Peter Bonerz
- Scritto da: Mark Schaefer

### Trama
- Diagnosi finale:

## Brotherly Love
- Diretto da: Peter Bonerz
- Scritto da: Sally Wade

### Trama
- Diagnosi finale:

## I Raise You
- Diretto da: Peter Bonerz
- Scritto da: Gary Gilbert

### Trama
- Diagnosi finale:

## Merry Wives of Sheinfeld: Part 1
- Diretto da: Peter Bonerz
- Scritto da: Bernie Orenstein, Saul Turteltaub

### Trama
- Diagnosi finale:

## Merry Wives of Sheinfeld: Part 2
- Diretto da: Peter Bonerz
- Scritto da: Bernie Orenstein, Saul Turteltaub

### Trama
- Diagnosi finale:

## All Tied Up
- Diretto da: Peter Bonerz
- Scritto da: Ron Clark

### Trama
- Diagnosi finale:

## A Change in Policy
- Diretto da: Peter Bonerz
- Scritto da: Eve Brandstein, J. Kahn

### Trama
- Diagnosi finale: